# 阿非昔芬
阿非昔芬（INN：afimoxifene），也叫4-羟基他莫昔芬（简称4-OHT）是三苯乙烯基的选择性雌激素受体调节剂（SERM），也是他莫昔芬的活性代谢物。该药物正在开发中，暂定品牌为TamoGel，作为治疗乳腺增生的外用凝胶。它已经完成了针对周期性乳腺痛的II期临床试验，但阿非昔芬获批用于该适应症并上市之前还需要进一步研究。
阿非昔芬是一种SERM，因此可作为雌激素受体ERα和ERβ的组织选择性激动剂或拮抗剂，根据组织的不同，具有混合的雌激素和抗雌激素活性。它也是G蛋白偶联雌激素受体（GPER）的激动剂，具有相对较低的亲和力（100-1,000 nM，对比雌二醇的3-6 nM）。除了其雌激素和抗雌激素活性外，阿非昔芬还被发现可作为雌激素相关受体ERRβ和ERRγ的拮抗剂。